# ハインリヒ・フォン・フリートベルク
ハインリヒ・フォン・フリートベルク（ドイツ語: Heinrich von Friedberg, 1813年1月27日 - 1895年7月2日）は、プロイセンドイツの法律家、政治家。フリトベルクとも表記される。

## 生涯
西プロイセンのマルキシュ・フリートラント（現ポーランドのミロスワビエツ）に生まれた。ベルリン大学で法学を学び、1836年に学位を取得してベルリンのドイツ帝国高等裁判所に勤めた。1950年にグライフスヴァルトの司法官となり、私講師として大学で教鞭もとった。1854年からはベルリンのプロイセン司法省に勤務。
1873年にはプロイセン貴族院議員及び司法省の事務次官となった。1875年にはプロイセン王室会計官（Kronsyndikus）となり、1876年にはドイツ帝国司法省長官（Reichsjustizminister）、1879年にプロイセン司法省長官となった。1888年にはナイトの称号を与えられ、プロイセン王国黒鷲勲章を叙勲された。翌年1889年に引退し、1895年ベルリンで死去。
フリートベルクは職に就いてまもなくプロテスタントに改宗している。

## 職務上の文書
- 『処刑命令書手続法草案』 - 1885年3月23日にフリートベルクが起草したとされている。大日本帝国憲法の設置をすすめていた日本の司法省が1886年に翻訳。[1]